# جول الشويرحية

تعديل مصدري - تعديل

جول الشويرحيه هي إحدى قرى عزلة أحور بمديرية أحور التابعة لمحافظة أبين، بلغ تعداد سكانها 564 نسمة حسب تعداد اليمن لعام 2004.